# Distretto di Iwami
Iwami (岩美郡, Iwami-gun?) è un distretto della prefettura di Tottori, in Giappone.
Attualmente il distretto è costituito da un unico comune, Iwami. Il 1º novembre 2004 i comuni di Fukube e Kofufu che facevano parte del distretti si sono uniti alla città di Tottori.
| Controllo di autorità | VIAF (EN) 253246978 · NDL (EN, JA) 00406047 |